# Центавр (созвездие)
Цента́вр или Кента́вр (лат. Centaurus) — созвездие южного полушария неба. Оно расположено по линии Большая Медведица — Дева к югу от небесного экватора на 40—50°.
Наиболее яркие звёзды −0,27 и 0,6 визуальной звёздной величины. В Центавре находится ближайшая к Солнечной системе звезда — Проксима Центавра.

## Условия наблюдения
В районах видимости созвездия наилучшие условия для его наблюдений в марте―апреле.
Видимость звезды β Центавра начинается к югу от 29°37’38" с. ш.; звезды α Центавра — к югу от 29°10' с. ш., а полная видимость созвездия — к югу от 26° с. ш.
Южнее широт 29°10' ю. ш. и 29°37’38" ю. ш. звёзды α Центавра и β Центавра, соответственно, являются незаходящими. Среди городов, где эти звёзды никогда не заходят за горизонт — Сантьяго, Монтевидео, Буэнос-Айрес, Порту-Алегри, Кейптаун, Канберра, Сидней, Мельбурн.

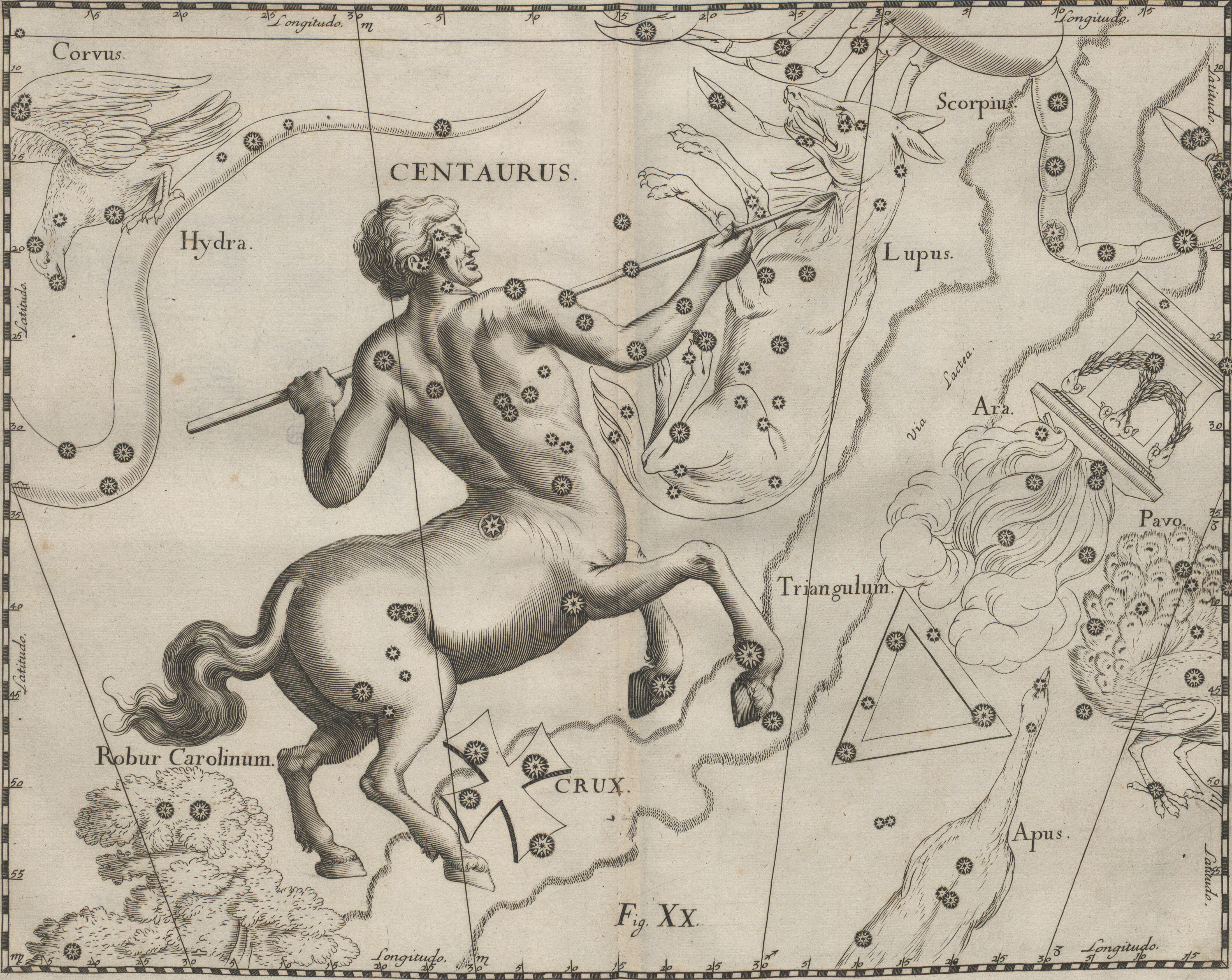
Созвездие Центавр в атласе звёздного неба Яна Гевелия

## Условия наблюдения в России и бывшем СССР
Северная часть созвездия видна в южных районах России и бывшего СССР и даже на юге Центральной России; чем южнее место, тем большая часть созвездия видна. Первые яркие звёзды этого созвездия θ и ι Центавра проблескивают у самого горизонта уже в Орле, Липецке, Пензе и Самаре, а на юге России эти звёзды видны уже вполне удовлетворительно: в Адлере, например, они восходят уже на 10°. На широте 47°50’32" (это немногим более, чем на полградуса севернее широты Ростова-на-Дону) начинается видимость звезды η Центавра; в Адлере эта звезда восходит примерно на 4,5°, а на юге Дагестана — на 6,5°. Звезда ζ Центавра в пределах территории России видна лишь на юге Дагестана. Остальные яркие звёзды созвездия в России не наблюдаются, но некоторые из них видны в южных районах бывшего СССР. Так, звезда γ Центавра проблескивает вблизи линии горизонта в Баку, Ереване и Фергане (в более южных городах, например в Бухаре и Самарканде она поднимается выше). В Нахичевани из-за горизонта показывается и звезда δ Центавра, выше она поднимается в Ленкорани, Чарджоу, Душанбе, Астаре, Ашхабаде, Термезе . А в Кушке восходит даже ε Центавра.
Но самая южная часть созвездия (где находятся, ближайшие к Солнечной системе яркие звёзды α Центавра и β Центавра) в бывшем СССР не видна, она не восходит даже в Кушке. В январе 2019 года стало известно, что московские школьники первыми зафиксировали в созвездии новый объект J1348-630, что было подтверждено в космической обсерватории Swift.

## История
Это одно из самых южных созвездий, известных древним. Первоначально в него включались звёзды, из которых позже образовали созвездие Южный Крест. Но и без них Кентавр — большое созвездие, которое содержит много ярких звёзд. Согласно греческим мифам, кентавр, попавший на небо, — это бессмертный мудрый кентавр Хирон, сын Кроноса и нимфы Филиры, знаток науки и искусства, воспитатель греческих героев Ахилла, Язона и бога Асклепия. Другой мифологический кандидат в прототипы созвездия — кентавр Фол, случайно подстреленный Гераклом отравленной стрелой во время его четвёртого (или пятого) подвига.
Созвездие включено в каталог звёздного неба Клавдия Птолемея «Альмагест».

## α Центавра
Ярчайшую звезду созвездия древние называли Ригель Кентаурус — «нога кентавра», а в наше время она известна как α Центавра. Это одна из ярчайших звёзд на небе и визуальная тройная; звёздные величины её компонентов равны −0,01m, 1,35m и 10,68m. Они занимают первые три места в списке ближайших к Солнцу звёзд. Два самых ярких компонента невооружённым глазом видны как одна звезда. Главный из них по массе и спектру очень похож на Солнце. Третий, самый слабый, был открыт Р. Иннесом в 1915 и оказался самым близким к нам (4,16 св. года). Его назвали Проксимой («ближайшей») Центавра. Эта активно вспыхивающая звезда — маломассивный красный карлик, блеск которого может измениться вдвое всего за несколько минут. Яркие компоненты этой системы имеют орбитальный период 79,24 года, а их далёкий слабый компаньон обращается примерно за 0,5 млн лет.
24 ноября 2016 года Международный астрономический союз (МАС) официально вернул звезде α Центавра старое название Ригель Центавра (Rigil Kentaurus). Чтобы избежать путаницы, в 2016 году Международный астрономический союз для систематизации названий звёзд организовал рабочую группу WGSN. На страницах Википедии эту функцию отчасти взял на себя астроклуб «Ниппи» (Astro-Club «Nippy»), входящий в «Справочник МАС по международной астрономии» и участвовавший в 2015 году в организованной МАС кампании «NameExoWorlds» по наименованию недавно открытых звёзд и планет.

## β Центавра
Звезда Хадар (β Центавра) — одиннадцатая по яркости на небе; она тоже визуальная двойная с блеском компонентов 0,6 и 4,0; расстояние до этой системы 490 св. лет. Прямая линия, проведённая через Хадар и α Центавра (между которыми 4,5°) к востоку, проходит через Южный Крест. Эти звёзды известны как навигационный астеризм «Южные указатели».

## Другие объекты
В этом созвездии видно крупнейшее шаровое скопление нашей Галактики — ω Центавра (NGC 5139), состоящее из нескольких миллионов звёзд, среди которых 165 пульсирующих переменных с периодами около полусуток. Хотя расстояние до скопления 17 000 св. лет, оно самое яркое на небе. Здесь расположена Туманность Бумеранг — самое холодное место во Вселенной. В Центавре находится также необычная эллиптическая галактика NGC 5128, пересечённая клочковатой тёмной полосой пыли, по-видимому, в результате столкновения со спиральной галактикой; она известна также как мощный радиоисточник Центавр А.
В созвездии можно наблюдать несколько планетарных туманностей, среди них: туманность SuWt 2, Южная Крабовидная туманность и др. Также в этом созвездии расположен самый крупный жёлтый гипергигант — звезда HR 5171.
В созвездии находится переменная звезда BPM 37093, пульсирующий белый карлик. В 1960 году было предсказано, что, поскольку белый карлик охлаждается, его вещество должно кристаллизироватся с центра. Звезда имеет собственное имя— Люси (англ. Lucy), данное ей в честь композиции The Beatles "Lucy in the Sky with Diamonds". Такое имя ей дано в связи с тем, что, фактически бо́льшая часть звезды представляет собой огромной величины алмаз[уточнить].
В Центавре есть коричневый карлик или сверхпланета 2M1207, вокруг которого обращается экзопланета или спутник сверхпланеты. Экзопланета была открыта в апреле 2004 года группой европейских и американских астрономов. 

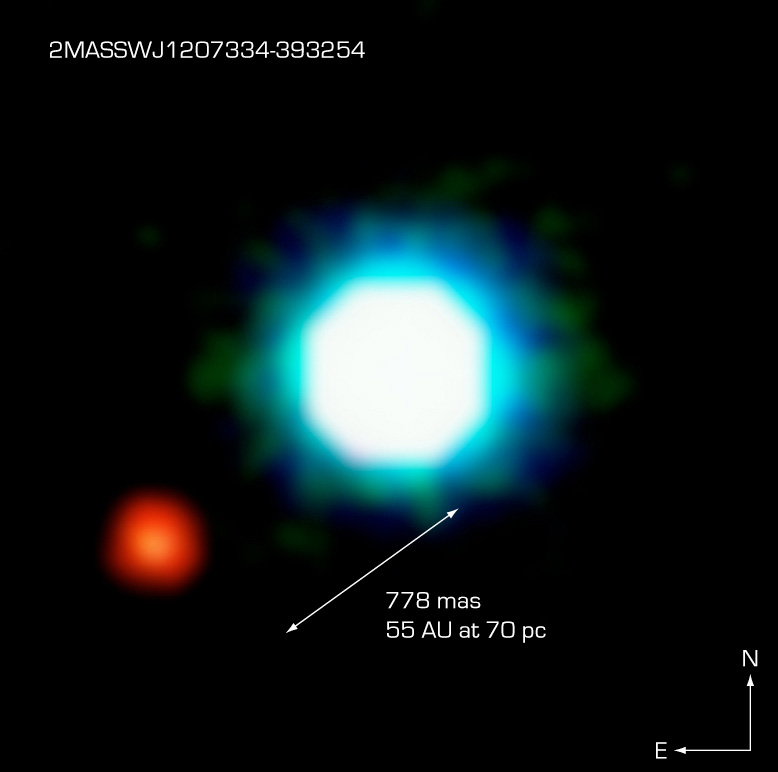
Коричневый карлик 2M1207 (голубого цвета) и экзопланета обращающаяся вокруг него (коричневого цвета)

Ещё один интересный объект— HD 101584— вероятный кандидат в предкатаклизмические переменные. Является яркой в оптическом диапазоне спектра, видимая звёздная величина равна 7,01m. Находится на расстоянии от 1800 до 5900 световых лет.

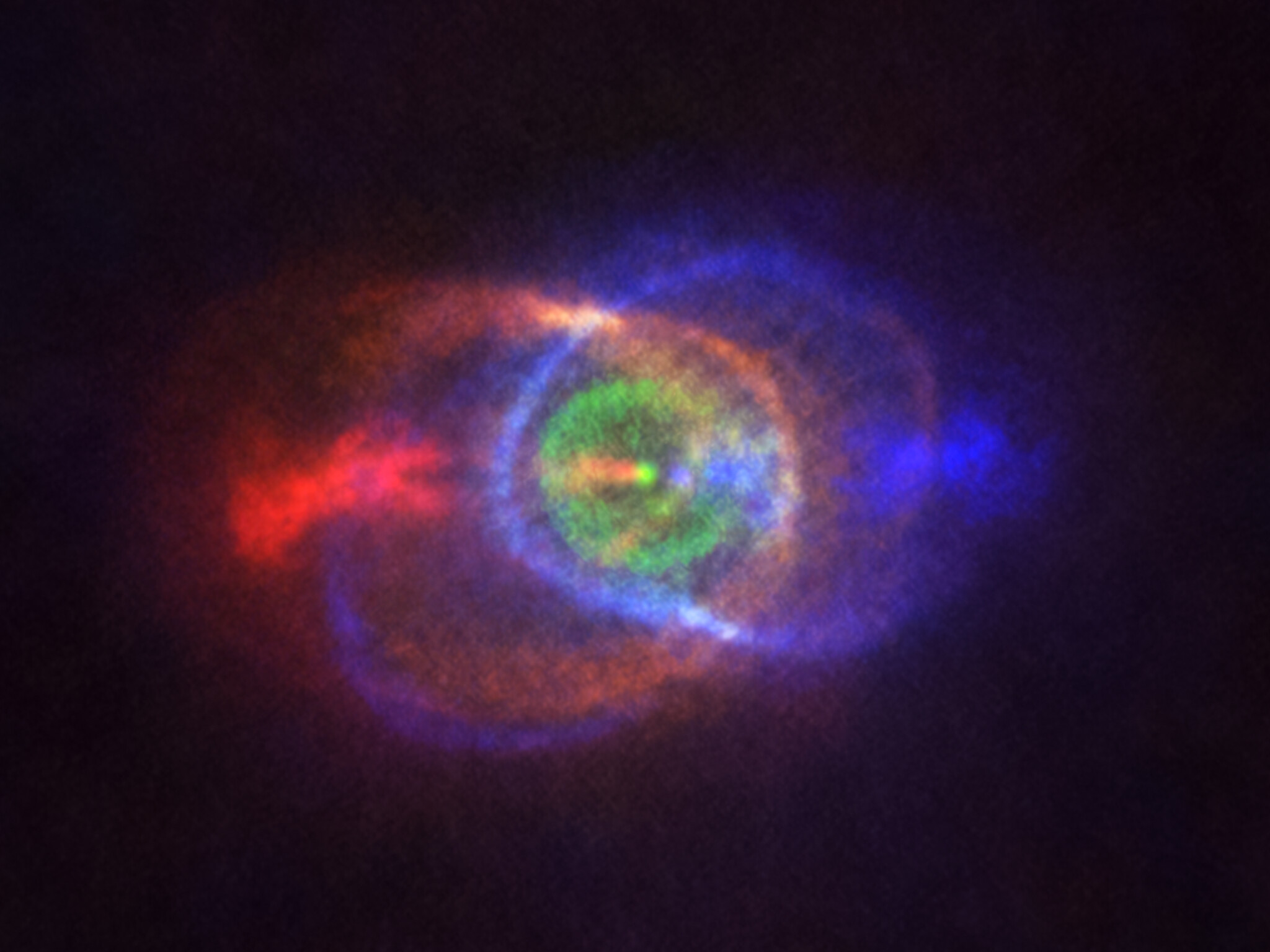
HD 101584